# Jerzy III (książę Anhalt-Dessau)
Jerzy III von Anhalt-Dessau, zwany Georg der Gottselige (ur. 15 grudnia 1507 w Dessau, zm. 17 października 1553 w Dessau) – niemiecki duchowny, reformator religijny, prepozyt magdeburski w latach 1526-1553, prepozyt miśnieński w latach 1548-1553, biskup koadiutor Merseburga w latach 1544-1549, książę Anhalt-Dessau w latach 1516-1544, książę Anhalt-Plötzkau w latach 1544-1553.

## Życiorys
Pochodził z dynastii askańskiej. Był synem księcia Anhalt-Dessau, Ernesta I. 
W 1516 roku, po śmierci ojca, Jerzy III rozpoczął współrządy wraz z braćmi Joachimem I i Janem V. Wychowywany przez bogobojną matkę-regentkę, został przeznaczony do stanu duchownego i w kilka lat po objęciu tronu przyjął święcenia kapłańskie. Udzielił mu ich w 1526 roku biskup Merseburga, książę Adolf III von Anhalt-Köthen. Zanim do tego jednak doszło Jerzy III podjął studia prawnicze i teologiczne na Uniwersytecie w Lipsku oraz został kanonikiem kapituły katedralnej w Merseburgu. 
Od 1526 roku jako prepozyt w Magdeburgu początkowo stał po stronie arcybiskupa Albrechta Hohenzollerna w walce z naukami Marcina Lutra. Od 1530 roku działał już jednak na rzecz reformacji. Zaangażował się jako duchowny i teolog aktywnie we wprowadzanie zmian kościelnych według protestanckiego porządku w Anhalt i Brandenburgii. W 1533 roku przeszedł oficjalnie z katolicyzmu na luteranizm. W 1534 roku wprowadził formalnie wraz z braćmi nowe wyznanie w księstwie Anhalt-Dessau. W 1539 roku brał aktywny udział we wprowadzeniu ewangelicyzmu jako religii państwowej w Marchii Brandenburskiej. 
Łączyła go przyjaźń z Marcinem Lutrem, Jerzym Heltem i Filipem Melanchtonem. Był doradcą w kwestiach religijnych książąt Maurycego Wettyna i Joachima II Hohenzollerna.  W 1541 roku Jerzy III brał udział w sejmie w Ratyzbonie. W 1544  roku po podziale księstwa Anhalt-Dessau na Dessau, Zerbst i Plötzkau, otrzymał we władanie tę ostatnią dzielnicę.
W 1544 roku książę Saksonii, Maurycy Wettyn wskazał go na stanowisko koadiutora Merseburga z jednoczesnym zadaniem administrowania diecezją w zastępstwie nominowanego na księcia-biskupa, Augusta Wettyna. W 1545 roku Marcin Luter udzielił mu uroczyście sakry biskupiej. Jerzy III był jednym z dwóch biskupów, których instalację na katedrze i ordynację przeprowadził osobiście Luter. Był również jedynym księciem Rzeszy, który jako duchowny luterański faktycznie był zaangażowany w XVI wieczną reformację w Niemczech nie od strony politycznej i ekonomicznej, ale przede wszystkim religijnej i duszpasterskiej.  
Będąc biskupem Merseburga traktował rodzący się protestantyzm jako realną próbę naprawy Kościoła Zachodniego i jego powrotu do podstaw chrześcijaństwa. W 1546 roku po śmierci Marcina Lutra stał się zwolennikiem nauk Filipa Melanchtona (filipiści). Prowadził spory teologiczne z gnezjoluteranami. Odegrał kluczową rolę w opracowaniu interim lipskiego. 
W 1548 roku został mianowany prepozytem w Miśni. W 1549 roku po zakończeniu I wojny szmalkaldzkiej i ogłoszeniu interim augsburskiego, August Wettyn utracił biskupstwo Merseburga na rzecz tytularnego biskupa Sydonu, Michała Heldinga (Sidoniusa), za którego nominacją stał cesarz Karol V Habsburg. Jerzy III pozostał jednak na urzędzie koadiutora i kierował kurią do 1550 roku. 
W 1550 roku, po ingresie Sidoniusa, Jerzy III opuścił Merseburg i wycofał się do księstw Anhaltu, gdzie został wychowawcą swoich bratanków. W 1552 roku podupadł na zdrowiu. Zamieszkał w Warmsdorf, a pod koniec życia w Dessau. 
Po jego śmierci księstwo Anhalt-Plötzkau zostało ponownie włączone do księstwa Anhalt-Dessau. Jako kolekcjoner pozostawił po sobie bogaty zbiór książek, który stał się później podstawą biblioteki Georgsbibliothek.